# Полешко, Николай Иванович
Николай Иванович Полешко (1868—1925) – русский военный инженер и архитектор, подполковник в отставке.

## Биография
В 1886 году окончил Петровский Полтавский кадетский корпус вице-фельдфебелем, а в 1889 году — Николаевское инженерное училище; выпущен подпоручиком в 5-й понтонный сапёрный батальон. В 1890-х годах  заведовал строительными работами Второй Санкт-Петербургской инженерной дистанции.
В отставку вышел в звании подполковника; с 1907 года регулярно посещал товарищеские обеды выпускников Полтавского кадетского корпуса.
В начале 1900-х годов был гласным Санкт-Петербургской городской думы, членом Городской уполномоченной комиссии по водоснабжению.
Эмигрировал во Францию, жил в Париже. Член Русского общевоинского союза.
Умер в феврале 1925 года. Похоронен 1 марта на кладбище в Сент-Женевьев-де-Буа.
Жена: Полешко, София Николаевна (урожд. Смирнова, дочь генерала военного инженера Николая Васильевича Смирнова) (1875—11.09.1961). Похоронена 14 сентября на кладбище в Сент-Женевьев-де-Бya.

## Проекты
- 2-я Советская улица, 7 — здание товарищества «Печатня Яковлева». Совместно с Н. В. Смирновым  (Включено в существующее здание, 1897).
- Казанская улица, 37, двор — Церковь святителя Николая Чудотворца при лейб-гвардии 3-м его величества стрелковом полку (Реконструкция, 1897—1898).
- Улица Блохина, 31 — Зверинская улица, 3 (сквозной участок) — здание Еленинского училища (Перестройка и расширение, 1898 — совместно с Ф. Б. Нагелем).
- Улица Блохина, 19 — здание механического завода Г. М. Пека. (Надстроено, 1899).
- Улица Блохина, 17/Любанский переулок, 1б — доходный дом. (1899, 1904—1907.
- Улица Жуковского, 57 — доходный дом. (1900).
- Набережная канала Грибоедова, 104, левая часть — доходный дом. (Надстройка, 1902, 1910).
- Коломенская улица, 5 — доходный дом. (Включен существовавший дом и надстроен,1905—1906).